# Constitution danoise de 1953
Pour les articles homonymes, voir Constitution du Danemark.
Lire en ligne

(da) Version officielle, (en) Traduction à jour, (fr) Traduction de 2000

Constitution danoise de 1866
La Constitution du Danemark ((da) Danmarks Riges Grundlov) est la constitution du royaume du Danemark depuis 1953,.

## Constitutions précédentes
Le Danemark eut deux précédentes constitutions :
- la Constitution danoise de 1849 ;
- la Constitution danoise de 1866.

## Sources

## Compléments